# カクトゥギ
カクトゥギ(朝鮮語: 깍두기) 、あるいはカクテキは、朝鮮半島の伝統的な漬物であるキㇺチの一種で、通常は朝鮮語で「ム」（무）と呼ばれる朝鮮在来の大根を角切りにして漬け込んだものである。名称の「カクトゥギ」は、「賽の目切り」を意味するオノマトペであり、賽の目切りにされていない大根キㇺチはカクトゥギとは呼ばれない。カクトゥギは韓国で親しまれるパンチャン（常備菜）である。

## 製法
19世紀末に書かれた料理書『是議全書』には젓무（ジョム　大根の塩辛漬け）の名で、以下のように記されている。
カクトゥギは大根をさいの目切りに刻んだうえ、塩、赤唐辛子粉、アキアミのチョッカㇽ（塩辛）、ネギ、生姜、ニンニクとともに
ジャントㇰ (장독) 、あるいは オンギ (옹기/甕器)と呼ばれる陶製の甕に漬け込んで、冷暗所で発酵させる。
カクトゥギは冷やした状態で提供される。他のキㇺチ同様、韓国で人気のある食品であり、発酵によって生まれた成分が、健康上によい影響を与えると考えられる。

## 歴史
1940年、洪善杓（ホンソンピョ/홍선표) に著された料理書『朝鮮料理學』によれば、カクトゥギは李氏朝鮮代22代国王・正祖 (在位1776年–1800年)の王女・淑善翁主（1793年‐1836年）が考案したものであるという。当時、宮中の宴で王族たちが料理を献上しており、淑善翁主はさいの目切りの大根漬けを供した。その味に喜んだ王は料理の名を尋ねたが、新しく考案された漬物には名がなかった。そこで王は食物を切り刻むことをカㇰトゥㇰ　ソㇽギ (깍둑썰기) と呼ぶことから、この漬物に「カクトゥギ」の名を与えた。さらにカクトゥギの語は カㇰトㇰキ（각독기 刻毒気－毒気を切り刻む）に通じることから庶民の間で広まったという。
だが実際には、18世紀はじめに書かれたパンソリ（朝鮮半島伝統の語り芸）の演目のひとつ「春香伝」にカㇰテギ（깍대기）の名ですでに記載がある。もともと「カクトゥギ」の名称は大根を깍둑（カㇰトㇰ）のオノマトペで乱切りに刻むことに由来する。従って初期のカクトゥギは大根を乱切りにして漬け込むキㇺチだったと推定される。
一方、カクトゥギが生まれたとされる宮中では、この漬物をソンソンイ（송송이）と呼び、切り方も角切りではなく平たい薄切りである。
韓国の料理研究家で、 純宗の王妃・純貞孝皇后に仕えた経験から朝鮮の宮廷料理の伝承に尽力した黃慧性（1920年 – 2006年)は、日本の文化人類学者・石毛直道との対談で宮中のカクトゥギを以下のように語る。
さらにカクトゥギを考案したとされる淑善翁主は、史実では正祖の死去時にまだ8歳だった。前記の『朝鮮料理學』に載る「淑善翁主」「刻毒気」の逸話は、後世に作られた起源伝説と考えられる。

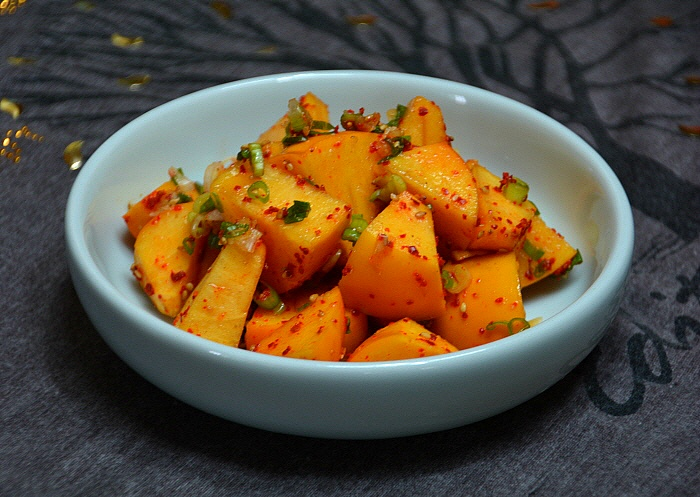
柿で作られたカクトゥギ

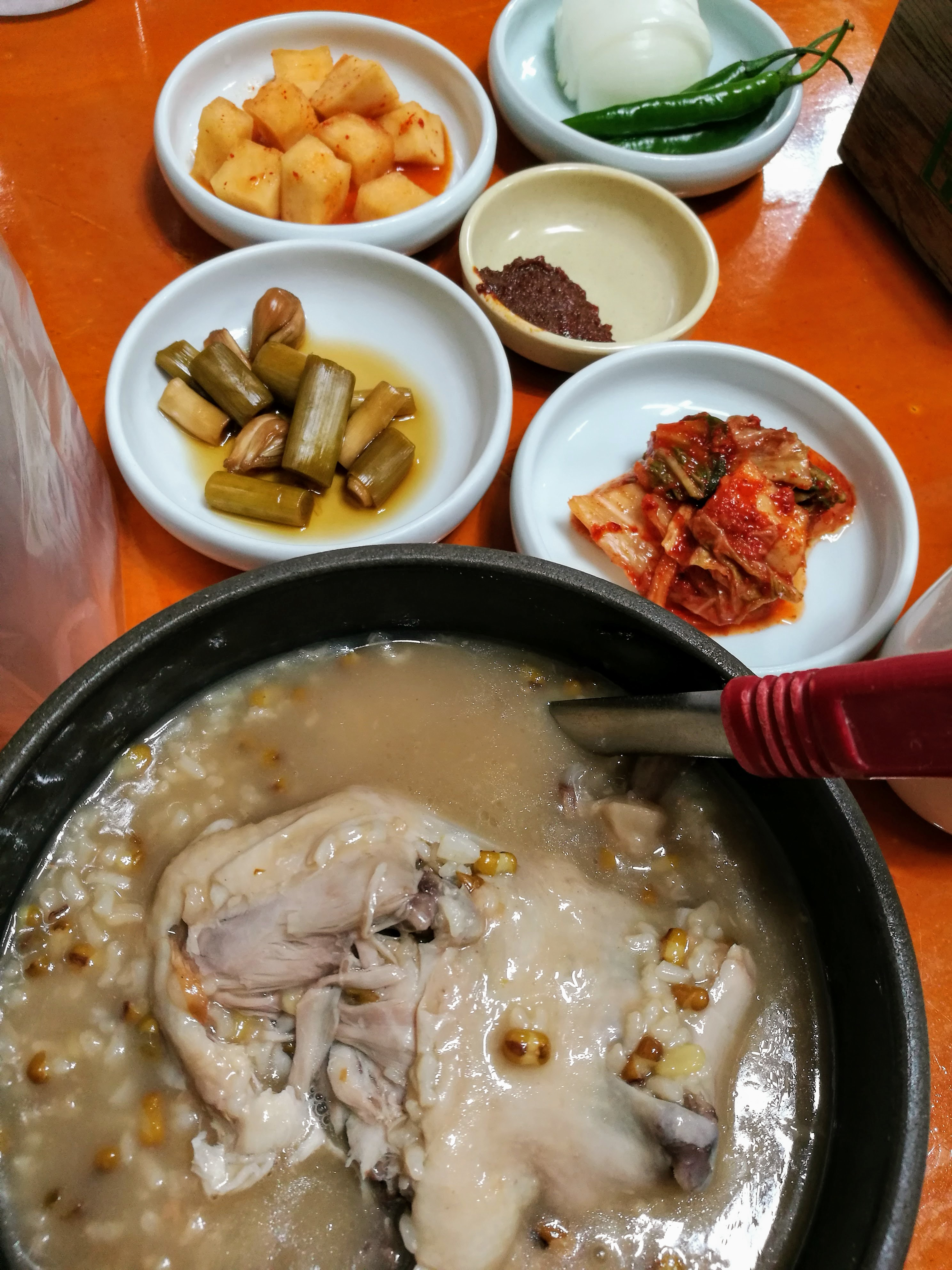
参鶏湯に、チャンアチ(野菜の醤油漬け)や白菜キㇺチとともに添えられたカクトゥギ

## カクトゥギの種類
カクトゥギにはいくつか種類がある。素材に多少の違いがあるが、製法に大きな違いはない
一般的なカㇰトゥギ
グㇽ カクトゥギ (굴깍두기)
生の牡蠣を丸ごと入れたカクトゥギ。ソルラル（朝鮮半島の旧正月） の頃に作られる。セウジョッ (エビの塩辛) に 芹が共に材料とされる。グㇽカクトゥギは他のカクトゥギより保存期間が短い。主に 済州島 と ソウルで消費される。
ケゴㇽム カクトゥギ (게걸무깍두기)
京畿道驪州市の名産、ケゴㇽ大根を素材としたカクトゥギ
ミョンテ ソデオリ カクトゥギ (명태서더리깍두기)
ミョンテは スケトウダラ、ソデオリは魚の内臓を意味する。
熟 カクトゥギ (숙깍두기)
大根を軽く茹でた上で漬け込んだカクトゥギ。堅いカクトゥギを、老人でも食べやすいように工夫したものである。
ムソンソンイ (무송송이)
かつて李王朝の宮中で食されたカクトゥギ。ソンソン(송송) の語は「小さく早く切る」を意味する。

## 他の料理との相性
カクトゥギは朝鮮料理のうち、グク（スープ料理）、とりわけソㇽロンタン 、 カルビタン 、サㇺゲタン など肉を煮込んだ汁物と相性が良いとされている
カクトゥギの風味はスープの味より強烈なため、スープの癖を取り除く。しかも大根は消化に良いため、肉の汁物の消化を助けるとされる。